# Luisa Durán
Pour les articles homonymes, voir Duran.
Luisa Durán de la Fuente, née le 27 février 1941 à Santiago du Chili, est la femme de l'ancien président du Chili Ricardo Lagos, et donc l'ex-première dame du Chili. Elle préférait pourtant être désigné comme la femme du président.

## Distinctions
- Grand-croix de l'ordre d'Isabelle la Catholique